# Koulamoutou
Koulamoutou è il capoluogo della provincia Ogooué-Lolo, nel Gabon centrorientale; la città ha una popolazione stimata di 16 000 abitanti e si trova alla confluenza dei fiumi Lola e Bouenguidi.
Koulamoutou possiede un aeroporto.